# Massif de Toloño

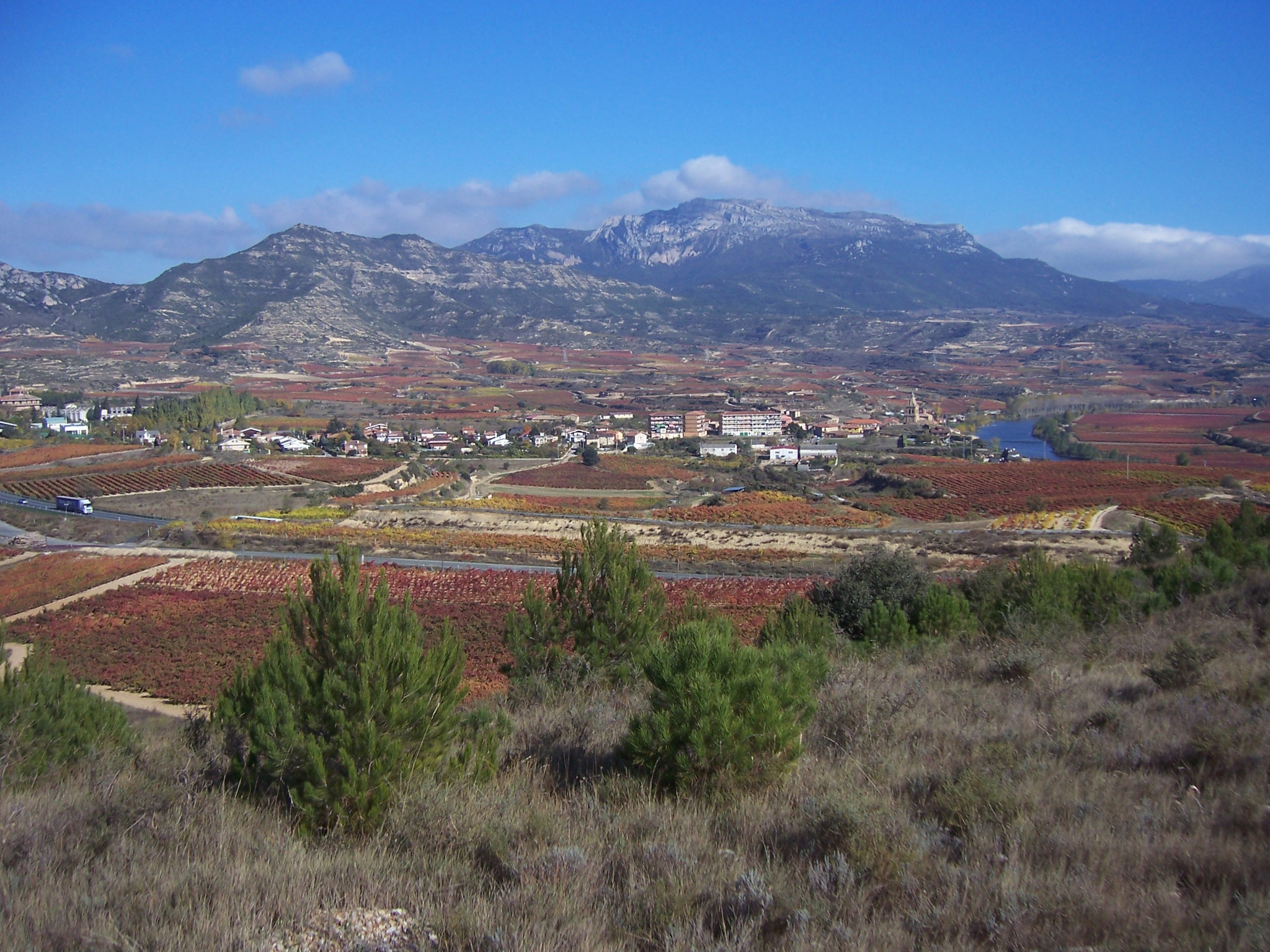
Vue du massif de Toloño à partir du monastère de Santa Maria de Toloño.

Le massif de Toloño se situe dans le Sud de la province d'Alava, jusqu'à la frontière de la Navarre, dans les Montagnes basques.

## Sommets[1]
- La Rasa, 1 454 m 42° 35′ 55″ nord, 2° 35′ 31″ ouest (Alava)
- Palomares, 1 443 m 42° 36′ 07″ nord, 2° 36′ 10″ ouest (Alava)
- Peña del Castillo, 1 431 m 42° 35′ 58″ nord, 2° 35′ 23″ ouest (Alava)
- Palomares Central, 1 417 m 42° 36′ 02″ nord, 2° 35′ 54″ ouest (Alava)
- Peña del León, 1 392 m 42° 36′ 20″ nord, 2° 33′ 30″ ouest (Alava)
- Cervera, 1 385 m 42° 36′ 14″ nord, 2° 37′ 51″ ouest (Alava)
- Payo de la Espadilla, 1 384 m 42° 36′ 16″ nord, 2° 36′ 39″ ouest (Alava)
- Redecilla, 1 376 m 42° 36′ 21″ nord, 2° 37′ 15″ ouest (Alava)
- Peña Artesilla, 1 341 m 42° 35′ 52″ nord, 2° 38′ 21″ ouest (Alava)
- San Tirso, 1 333 m 42° 36′ 40″ nord, 2° 32′ 34″ ouest (Alava)
- Eskamelo, 1 292 m 42° 35′ 36″ nord, 2° 39′ 32″ ouest (Alava)
- Eskamelo Oriental, 1 287 m 42° 35′ 39″ nord, 2° 39′ 17″ ouest (Alava)
- Peña Roja, 1 284 m 42° 35′ 47″ nord, 2° 38′ 37″ ouest (Alava)
- Toloño, 1 277 m 42° 37′ 22″ nord, 2° 45′ 51″ ouest (entre l'Alava et La Rioja)
- Bonete De San Tirso, 1 276 m 42° 36′ 44″ nord, 2° 32′ 12″ ouest (Alava)
- Dehesarroque, 1 269 m 42° 35′ 34″ nord, 2° 39′ 41″ ouest (Alava)
- Peña del Castillo, 1 265 m 42° 37′ 22″ nord, 2° 46′ 17″ ouest (Alava)
- Castillo de Vallehermosa, 1 256 m 42° 35′ 43″ nord, 2° 39′ 02″ ouest (Alava)
- Peñalasdoce, 1 255 m 42° 37′ 29″ nord, 2° 46′ 28″ ouest (Alava)
- Castillo de Lapoblación, 1 244 m 42° 36′ 29″ nord, 2° 27′ 43″ ouest (Navarre)
- Peñalta, 1 243 m 42° 36′ 52″ nord, 2° 29′ 30″ ouest (entre l'Alava et la Navarre)
- Peña Bonbalatxi, 1 224 m 42° 37′ 25″ nord, 2° 44′ 58″ ouest (entre l'Alava et La Rioja)
- San Leon, 1 223 m 42° 35′ 42″ nord, 2° 41′ 09″ ouest (entre l'Alava et La Rioja)
- Payo Redondo, 1 215 m 42° 36′ 59″ nord, 2° 30′ 08″ ouest (Alava)
- Peña del Cuervo, 1 208 m 42° 35′ 34″ nord, 2° 40′ 01″ ouest (Alava)
- El Tajo, 1 201 m 42° 36′ 38″ nord, 2° 27′ 20″ ouest (Navarre)
- Matikal, 1 188 m 42° 35′ 44″ nord, 2° 40′ 30″ ouest (Alava)
- Zerraluntxa, 1 188 m 42° 36′ 08″ nord, 2° 41′ 58″ ouest (Alava)
- Cocinas, 1 181 m 42° 35′ 59″ nord, 2° 42′ 25″ ouest (entre l'Alava et La Rioja)
- Artxabal, 1 168 m 42° 36′ 22″ nord, 2° 43′ 07″ ouest (entre l'Alava et La Rioja)
- Alto del Avellanal, 1 158 m 42° 36′ 51″ nord, 2° 31′ 22″ ouest (Alava)
- Peña Usatxi, 1 141 m 42° 36′ 28″ nord, 2° 37′ 55″ ouest (Alava)
- Ikatxi, 1 129 m 42° 36′ 35″ nord, 2° 40′ 52″ ouest (Alava)
- El Seron, 1 112 m 42° 37′ 50″ nord, 2° 45′ 18″ ouest (Alava)
- Riparasa, 1 071 m 42° 38′ 18″ nord, 2° 46′ 17″ ouest (Alava)
- Mendigurena, 1 045 m 42° 38′ 21″ nord, 2° 45′ 05″ ouest (Alava)
- Semendia, 1 041 m 42° 37′ 15″ nord, 2° 37′ 46″ ouest (Alava)
- Kezparro, 1 014 m 42° 36′ 58″ nord, 2° 43′ 06″ ouest (Alava)
- Kukumendi, 992 m 42° 36′ 53″ nord, 2° 42′ 11″ ouest (Alava)
- Castillo de Villamonte, 989 m 42° 37′ 06″ nord, 2° 43′ 47″ ouest (Alava)
- Arbina, 954 m 42° 38′ 03″ nord, 2° 47′ 39″ ouest (Alava)
- Treshermanas, 888 m 42° 37′ 56″ nord, 2° 47′ 50″ ouest (Alava)
- San Cristóbal, 885 m 42° 37′ 18″ nord, 2° 48′ 21″ ouest (Alava)
- San Mamés, 767 m 42° 37′ 14″ nord, 2° 49′ 35″ ouest (Alava)
- La Deresa, 744 m 42° 37′ 35″ nord, 2° 49′ 53″ ouest (Alava)
- Peñaparda, 674 m 42° 37′ 07″ nord, 2° 50′ 07″ ouest (Alava)
- Zancobe, 657 m 42° 37′ 05″ nord, 2° 49′ 51″ ouest (Alava)
- Buradón, 622 m 42° 37′ 03″ nord, 2° 50′ 40″ ouest (Alava)